# Особистість злочинця

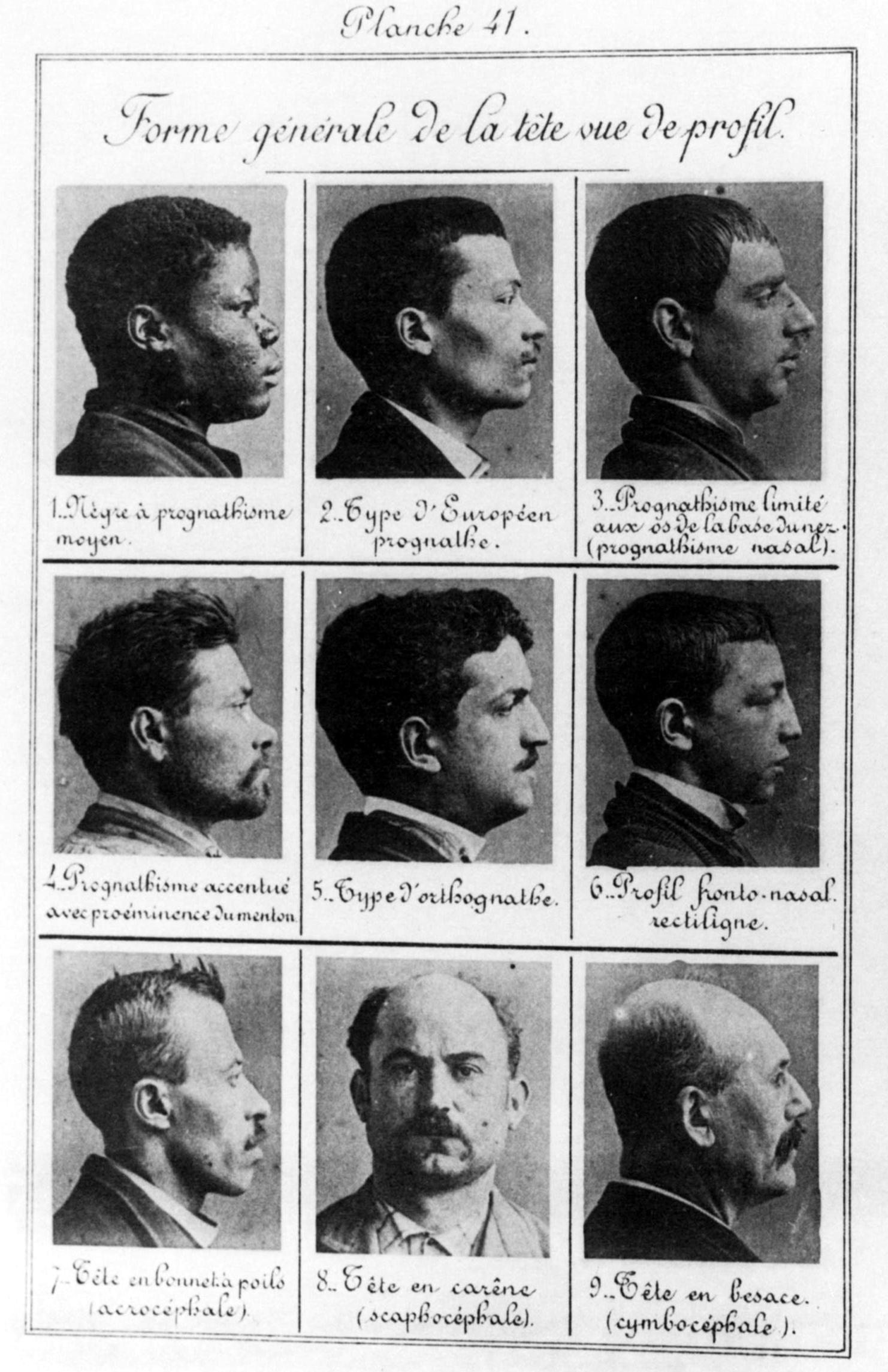
Фотографії злочинців. Спроби виявити зв'язок між зовнішністю людини і його злочинною поведінкою робилися неодноразово, але успіхом так і не увінчалися.

Особистість злочинця — сукупність соціально-психологічних властивостей і якостей людини, які є причинами і умовами вчинення злочинів.

## Визначення особистості злочинця
Особистість злочинця відрізняється від особистості законослухняної людини суспільною небезпекою, їй притаманні злочинні потреби і мотивація, емоційно-вольові деформації і негативні соціальні інтереси. Проблема особистості злочинця є однією з центральних для наук, пов'язаних зі злочинністю, і, передусім, для кримінології.
Суспільна небезпека особистості формується зазвичай ще до моменту здійснення злочину. Цей процес виражається у дисциплінарних та адміністративних правопорушеннях, аморальних вчинках. Однак кримінологія визначає здійснення злочину як момент якісного переходу від особистості, яка має соціально небезпечні якості, до особистості злочинця. Одні кримінологи стверджують, що про існування особистості злочинця можна говорити лише у визначених законом часових межах: від вступу в законну силу звинувачувального вироку суду і до відбуття покарання та погашення судимості. Інші вказують, що, на відміну від кримінально-виконавчої системи, кримінолог повинен розглядати не лише засуджених, але й фактичних злочинців, оскільки найдосвідченіші і небезпечні злочинці нерідко уникають кримінальної відповідальності; не брати їх до розгляду — означає не побачити істотного пласта кримінальної мотивації. У будь-якому разі, сучасна наука вважає, що наявність у людини соціально небезпечних якостей не дає підстав для того, щоби наперед поводитись із нею як із злочинцем.
Кримінологія вивчає соціально-демографічні, соціально-рольові та морально-психологічні характеристики особистості злочинця. Крім того, ключовим для даної теми і для кримінології загалом є питання про те, яку природу має злочинна поведінка людини: біологічну чи соціальну.
Окремі характеристики особистості злочинця (в першу чергу вік і стан психіки, який визначає неосудність) одночасно є ознаками суб'єкта злочину, без встановлення яких особу не можна притягти до кримінальної відповідальності. Крім того, характеристики особистості злочинця повинні оцінюватися судом під час призначення кримінального покарання. Проте, наголошується, що зміст судження «особистість злочинця» значно ширший, він далеко не вичерпується ознаками, специфічними для кримінального права. Особистість злочинця є предметом комплексного вивчення і розгляду фахівцями різних галузей знань (кримінології, соціології, психології, психіатрії тощо).

## Історія вчення про особу злочинця

### Релігійні погляди на природу особистості злочинця
Ще до того, як юристи і соціологи почали систематичне вивчення злочинів і злочинності, існували теорії, що пояснювали антисоціальну поведінку; здебільшого вони мали релігійний характер.

#### Карма
Східні релігії, такі як індуїзм, буддизм і брахманізм, вводять поняття «карма». Згідно з уявленнями цих релігій, сутність, «душа» людини проходить через безліч втілень, причому дії, які людина здійснює в одному втіленні, за допомогою карми впливають на її особистість і умови життєдіяльності у всіх наступних. Наявність добрих намірів і здійснення благородних вчинків приносить хорошу карму, виношування порочних задумів і усвідомлене вчинення злих справ, зокрема злочинів — погану. Це пояснюється через умовність поділу людей на окремі особистості і поділу на суб'єкт і об'єкт: нерозуміння злочинцем карми (в даному випадку того, що всі люди пов'язані законом причини і наслідку), веде до того, що відплата може затягнутися в часі, але вона неодмінно настає.
Злочинна поведінка в цій моделі пояснюється успадкованими  від попередніх реінкарнацій негативними особистісними характеристиками. Погана карма також визначає схильність людини бути жертвою злочину. Так, людина, що має намір у якусь мить скоїти вбивство, створює в своїй кармі можливість несподіваної смерті для самої себе.

Томас Мор

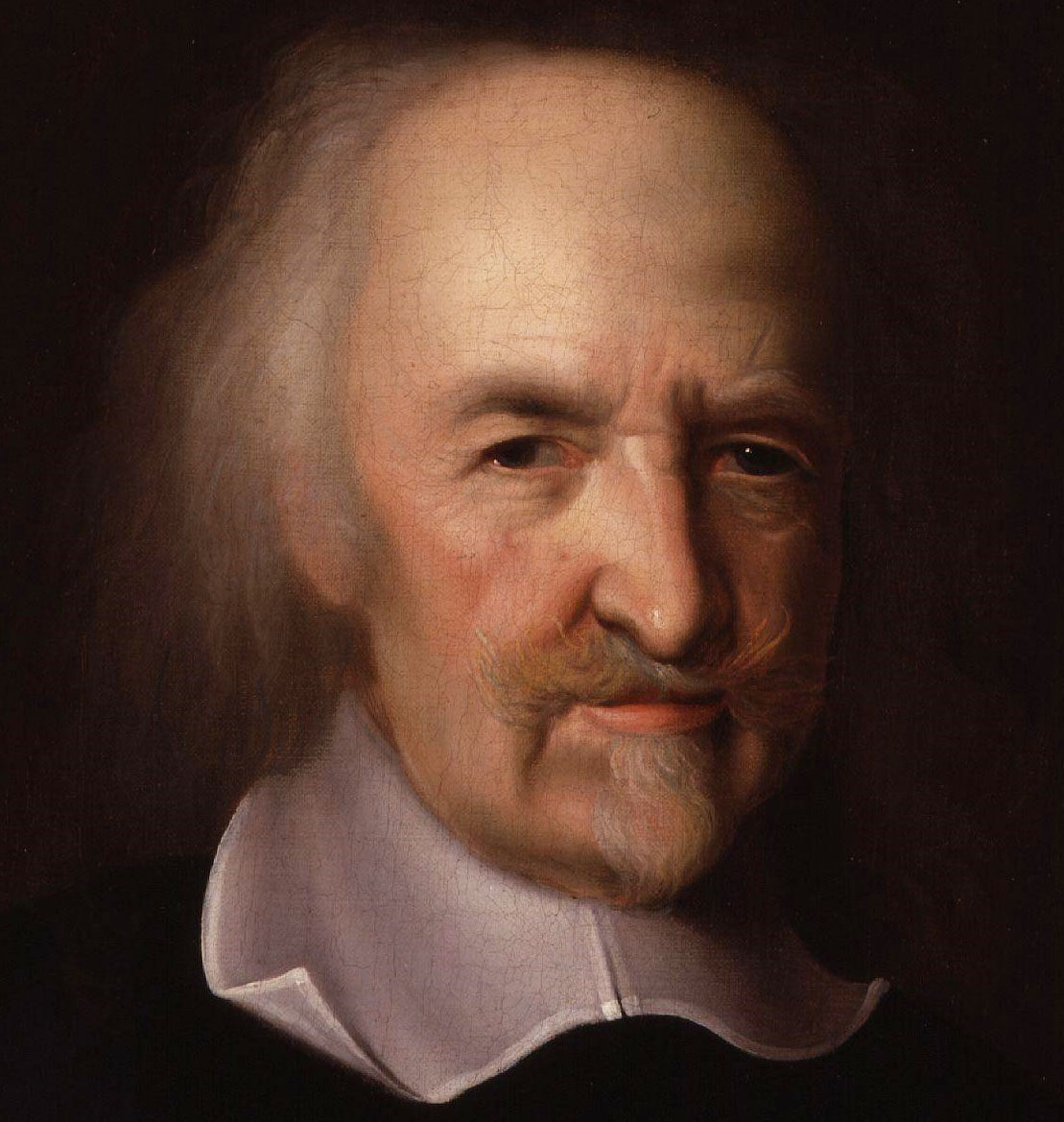
Томас Гоббс

Проте, це твердження визнає за індивідом певну свобода волі і здатність не йти шляхом, пройденим у попередніх реінкарнаціях. Погану карму можна виправити благородними справами або за допомогою спеціальних практик очищення, точно так само як хорошу — зіпсувати злодіяннями.

#### Божественне провидіння
Існували також ідеї, згідно з якими божественна доля визначає образ і сенс існування людини ще до її народження. Таким чином, існування злочинних особистостей пов'язується з тим, що для них цей шлях був визначений і таким був природний порядок речей.
Крім своїх теологічних і філософських наслідків, ця парадигма досить істотно вплинула на наступні кримінологічні теорії, що пояснювали вчинення злочинів вродженими біологічними особливостями конкретної людини. Крім того, в рамках протестантської етики критерієм богообраності виступав життєвий успіх, наслідком чого став погляд про те, що злочинність притаманна лише найбіднішим верствам населення.
У часи Відродження філософська думка знову звертається до проблем права і злочинності.
У своїй «Утопії» Томас Мор висловлює ідеї про соціальну обумовленість вчинення злочинів: поки будуть існувати причини, що породжують злочини, в першу чергу економічні, злочини будуть відбуватися, причому нарощування жорстокості покарань не в змозі вирішити проблему злочинності. Про те, що поведінка людини переважно визначається середовищем, в якому вона перебуває, писав Джон Локк.

#### Дуалізм
Релігійний дуалізм виходить з існування якоїсь злої сили (злого божества чи іншої надприродної істоти), яка перебуває у вічній боротьбі з силами добра, причому в різних версіях дуалізму ця сила може виступати як в ролі творця світу, так і в ролі його загарбника. У ранньому юдаїзмі ідеї дуалізму знаходили вираження в уявленні про двоєдину природу бога Єгови, що включала добру і злу складову. Пізній юдаїзм і християнство приписують злу природу іншій надприродній силі на ім'я диявол або Сатана.
Юдейські та християнські уявлення про природу людини також мають подвійну природу. З одного боку, приписуване прабатькам людства гріхопадіння поклало на все людство тягар первородного гріха. З іншого боку, одним із стовпів цієї гілки світових релігій є уявлення про свободу волі людини, свободу вибору між добром і злом. На першому уявленні базується ідея «одержимості» злом як причини злочинної поведінки, на другому — модель «спокуси» людини «нечистою силою».

##### Спокуса

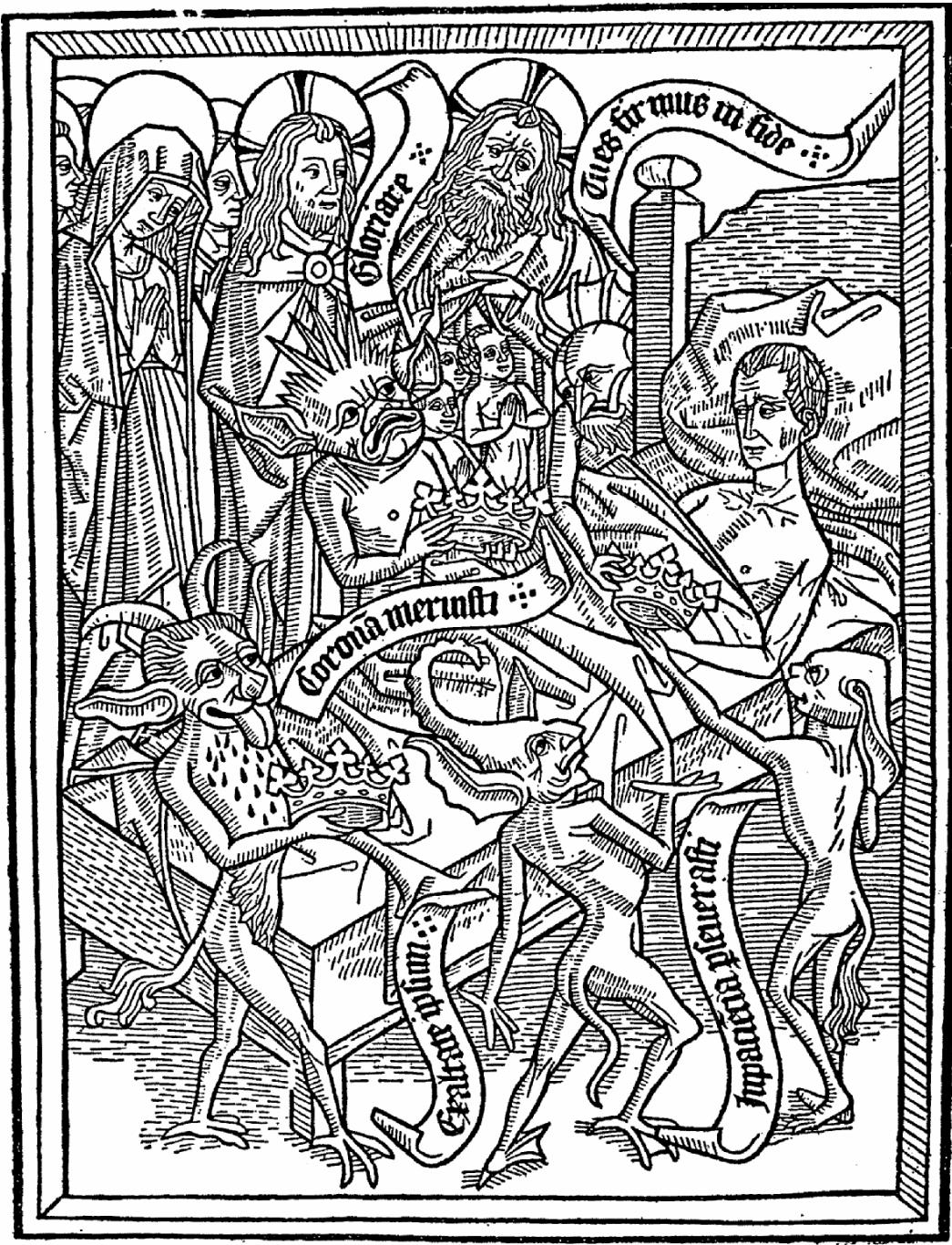
Спокуса честолюбством. середньовічна гравюра

Модель «спокуси» ґрунтується на уявленні про протиборство диявола і божественних сил добра. Диявол спокушає людину, «пропонуючи» їй вчинити гріх (зокрема злочин), а сили добра винагороджують за дотримання «правил», надають духовну допомогу людині, яка потрапила у біду, допомагаючи їй протистояти бісівській спокусі. Індивід завжди зберігає свободу вибору між добром і злом, може як не встояти проти спокуси, так і успішно протистояти їй.
Оскільки той факт, що людина не встояла проти спокуси попри «допомогу» сил добра, означає людську слабовільність, то вважалося, що люди, які вчиняють злочини, за своєю природою гірші від тих, хто спромігся успішно протистояти спокусі. Цим обґрунтовувалася така найважливіша складова права, як встановлення покарань за здійснення певних вчинків. Там, де обіцяних вічних страждань в пекельному вогні виявлялося недостатньо, вступали в дію світські державні органи, які примушували злочинця страждати ще за його життя.

##### Одержимість

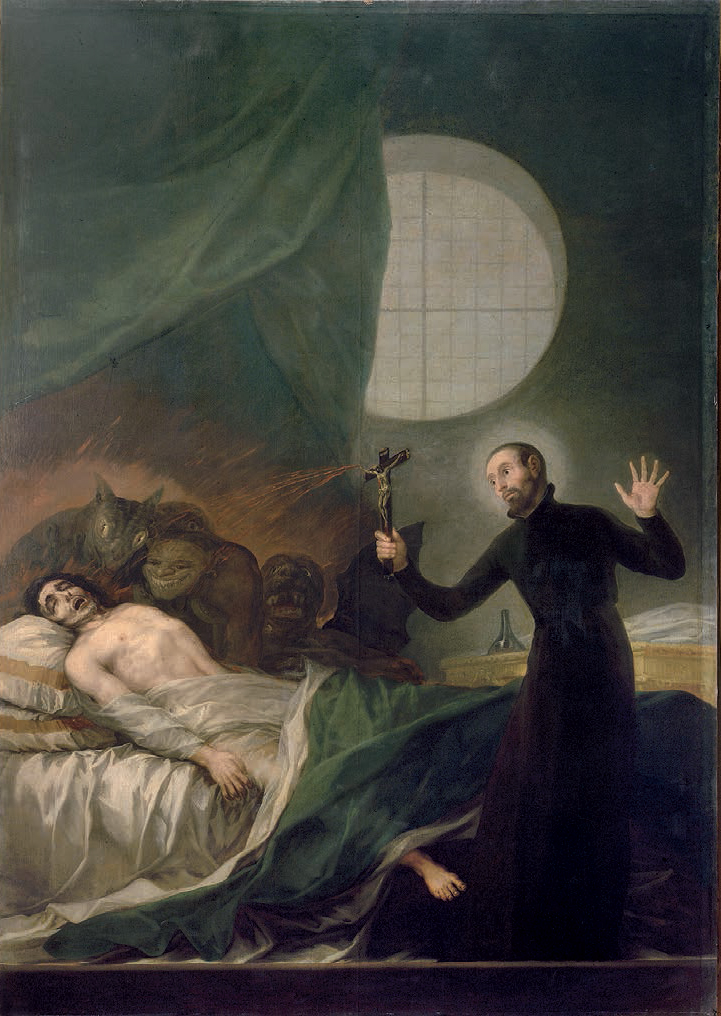
Гойя. Святий Франциск Борджіа виганяє демонів з людини, яка вмирає

Більш детерміністською є модель «одержимості», яку в цьому сенсі можна розглядати як передумову позитивістських кримінологічних теорій. Над розумом і тілом одержимої людини захоплює владу злий дух, змушуючи її робити негарні вчинки. Щоби знову повернути людину до нормального існування, необхідно було провести обряд екзорцизму, вигнати нечистий дух з тіла.
Людина, яка одержима нечистою силою, не здатна нести відповідальність за свої вчинки в такому стані. Для того, щоби все-таки обґрунтувати застосування світською владою мір покарання за вчинення злочинів, було зроблено припущення про те, що злий дух може заволодіти не будь-якою людиною, а лише тією, яка веде гріховний спосіб життя або не проявляє належної пильності. Покарання, таким чином, накладалося не за скоєні вчинки, а за те, що людина «дозволила» ворожій силі опанувати собою.
Важливим наслідком цієї моделі, яка вплинула на подальший розвиток кримінологічних теорій, є уявлення про можливість виправлення злочинця (шляхом проведення обрядів екзорцизму), про застосування найбільш суворих видів покарання, таких як смертна кара або вигнання з громади, йшлося лише в «безнадійних» випадках, коли інші засоби не вплинули належним чином.

#### Кінець релігійних теорій
Поступове слабшання впливу релігії на суспільне життя, становлення наукового світогляду привело до того, що релігійні уявлення про злочинність в епоху Просвітництва було відкинуто. Почалися спроби раціонально пояснити походження негативних соціальних явищ.
Вже на ранньому відрізку розвитку кримінології ці пошуки йшли у двох напрямках. Прихильники першого, говорили про біологічну схильність до девіантної поведінки, представники другого — звертали свою увагу на соціальне середовище, вважаючи його основним чинником, який впливає на вчинки людини. Сучасне кримінологічне вчення про особу злочинця є діалектичним підсумком боротьби і взаємопроникнення цих течій.

### Особистість злочинця в працях філософів

#### Античність
Серед праць античних філософів в аспекті особистості злочинця найцікавішими та значущими є роботи Платона і Арістотеля.

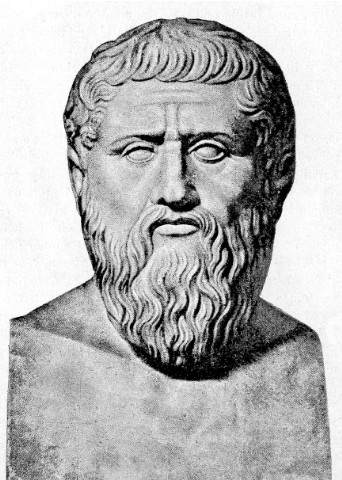
Платон

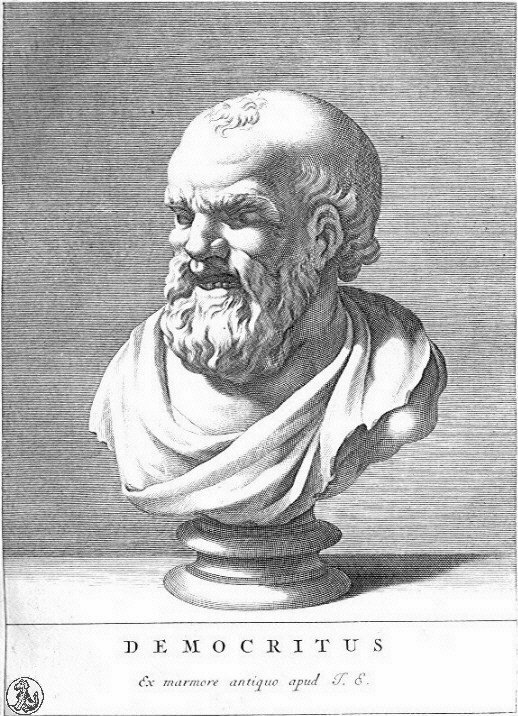
Демокріт

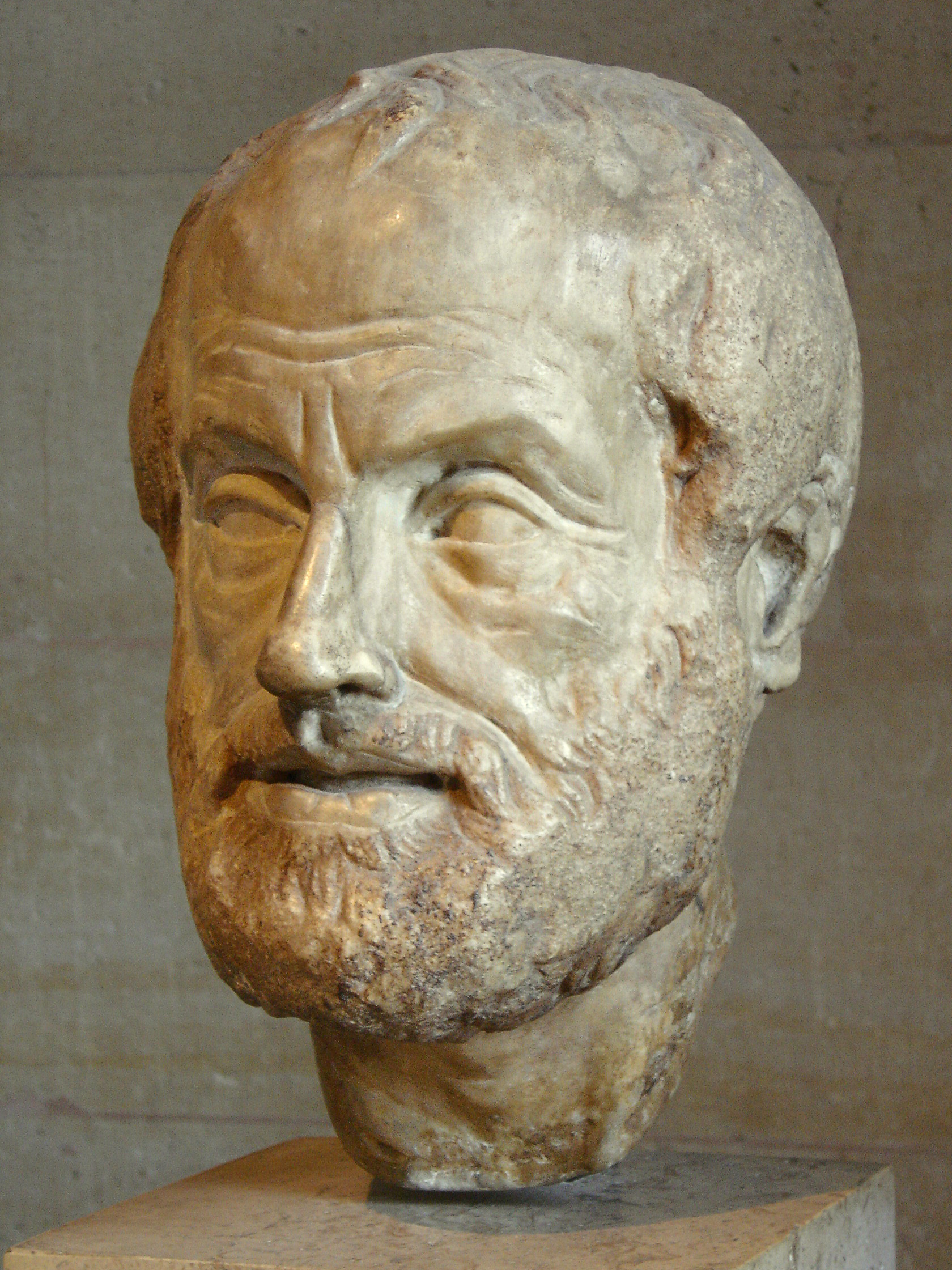
Арістотель

Платон вказував на недосконалість людської природи, яку слід враховувати при складанні законів. Він вважав, що законослухняну поведінку людини визначає не її спадковість, а виховання «...чесноти вчити можна... немає нічого дивного, коли у хороших батьків бувають погані, а у поганих хороші діти».
Схожі положення сформулював Демокріт, який вважав, що причиною злочинів є моральні та розумові вади, що неправильна поведінка людини є наслідком відсутності у неї знань про правильне, що для запобігання злочинам необхідне передусім виховання, оскільки покарання не утримує від спокуси робити непристойні вчинки крадькома. З вадами виховання і спотвореними потребами внаслідок них (жадібністю, розпустою тощо) пов'язували злочинну поведінку Антисфен, Діоген та інші кініки.
Арістотель виходив з того, що вибір людини між поганими і благородними вчинками визначається, передусім страхом перед покаранням, тож вона віддає перевагу своїм вигодам і задоволенням, а не загальному благу: «людина приділяє собі більше благ і менше зла». Однак, хоча Арістотель і вважав, що визначальна роль у вчиненні злочину належить волі людини, він зазначав, що на це впливають зовнішні умови: соціальна нерівність, беззаконня та інше, що злочини можуть вчинятися в пориві пристрастей, і такі вчинки заслуговують на менш суворе покарання, ніж заздалегідь обдумані.

#### Середньовіччя

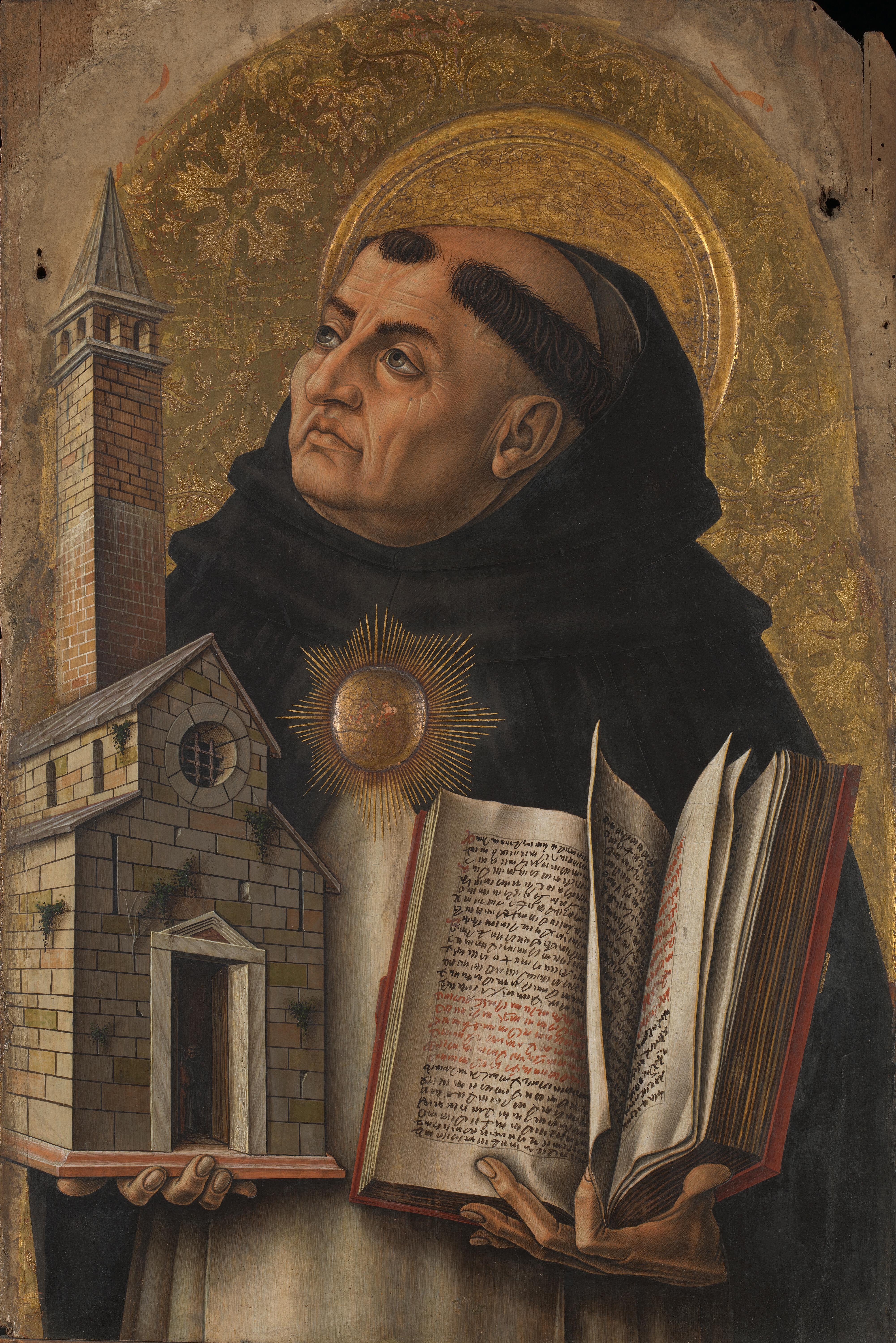
Фома Аквінський

У часи Середньовіччя (аж до XV століття), кримінально-правові вчення перебували в повній залежності від церкви. У цей період переважали розглянуті вище погляди на походження злочинності — вчинення злочинів як наслідок божественного приречення або одержимості злими духами. Великим був вплив римського права і філософських вчень античності. Вчені тих часів не прагнули створювати нові теорії, ставлячи перед собою лише вузько практичні цілі.
Втім, окремі ідеї мислителів середньовіччя все ж піднімалися над вже досягнутим за античності рівнем. Так, Тома Аквінський розподіляв всіх людей на добродійних, які не вчиняють злочинів не тому, що бояться покарання, а через те, що такий природний закон їх поведінки, та зіпсованих, які не поступаються переконанню і реагують лише на примусові заходи.

#### Епоха Відродження

Томас Мор

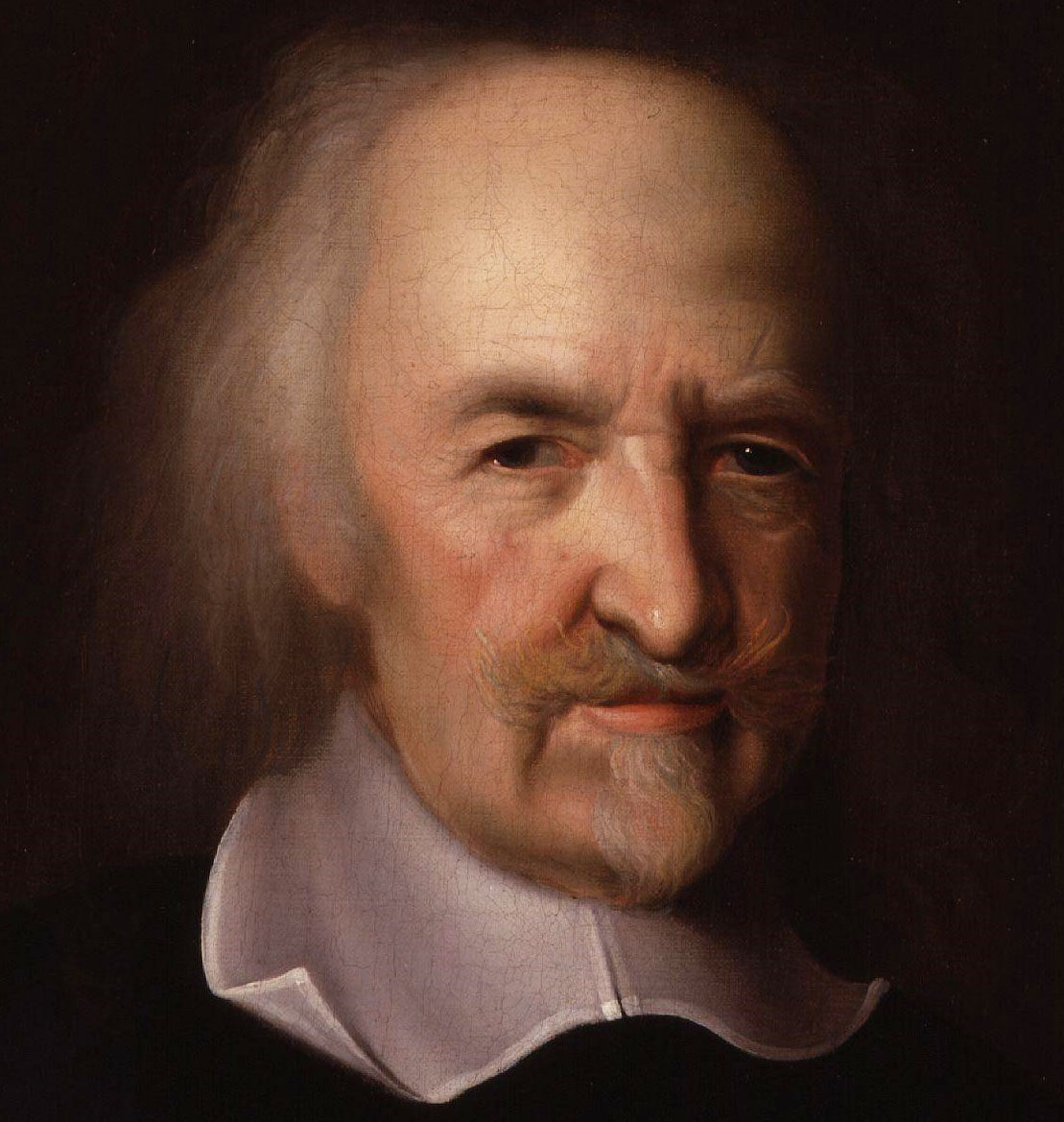
Томас Гоббс

У період Відродження філософська думка знову звертається до проблем права і злочинності.
У своїй «Утопії» Томас Мор висловлює ідеї про соціальну обумовленість вчинення злочинів: поки будуть існувати причини, що породжують злочини, насамперед економічні, злочини будуть відбуватися, причому нарощування жорстокості покарань не в змозі вирішити проблему злочинності. Про те, що поведінка людини переважно визначається середовищем, в якому вона перебуває, писав Джон Локк.
Йшли пошуки шляхів осучаснення кримінального права, засновані на уявленні про те, що особу, яка скоїла злочин, можна виправити, повернути до нормального життя в суспільстві. Томас Мор пропонував ввести за майнові злочини новий вид покарання — виправні роботи, а основоположник школи природного права Гуго Гроцій говорив про виправлення злочинця як про одну з основних цілей покарання.
Були й протилежні ідеї: так, Томас Гоббс вважав найбільш природним станом для людства «війну всіх проти всіх» (цю характеристику пізніше використав Фрідріх Енгельс у своїй теорії злочинності). За Гоббсом, лише страх перед покаранням з боку держави може подолати прагнення, пов'язані з такими основними людськими якостями, як суперництво, недовіра, любов до слави.

#### Епоха Просвітництва

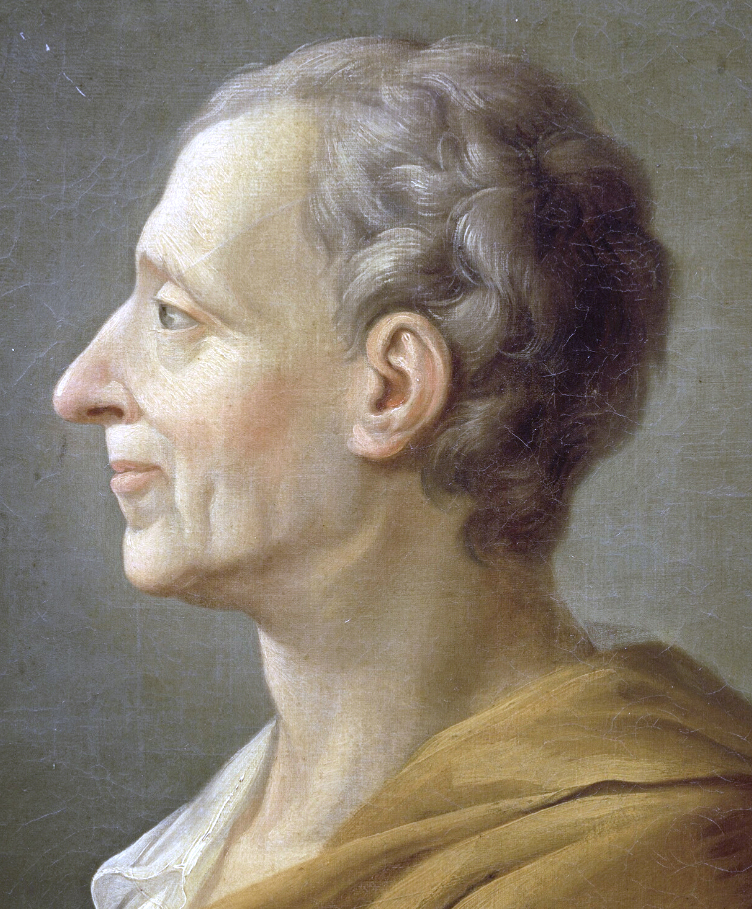
Шарль Монтеск'є

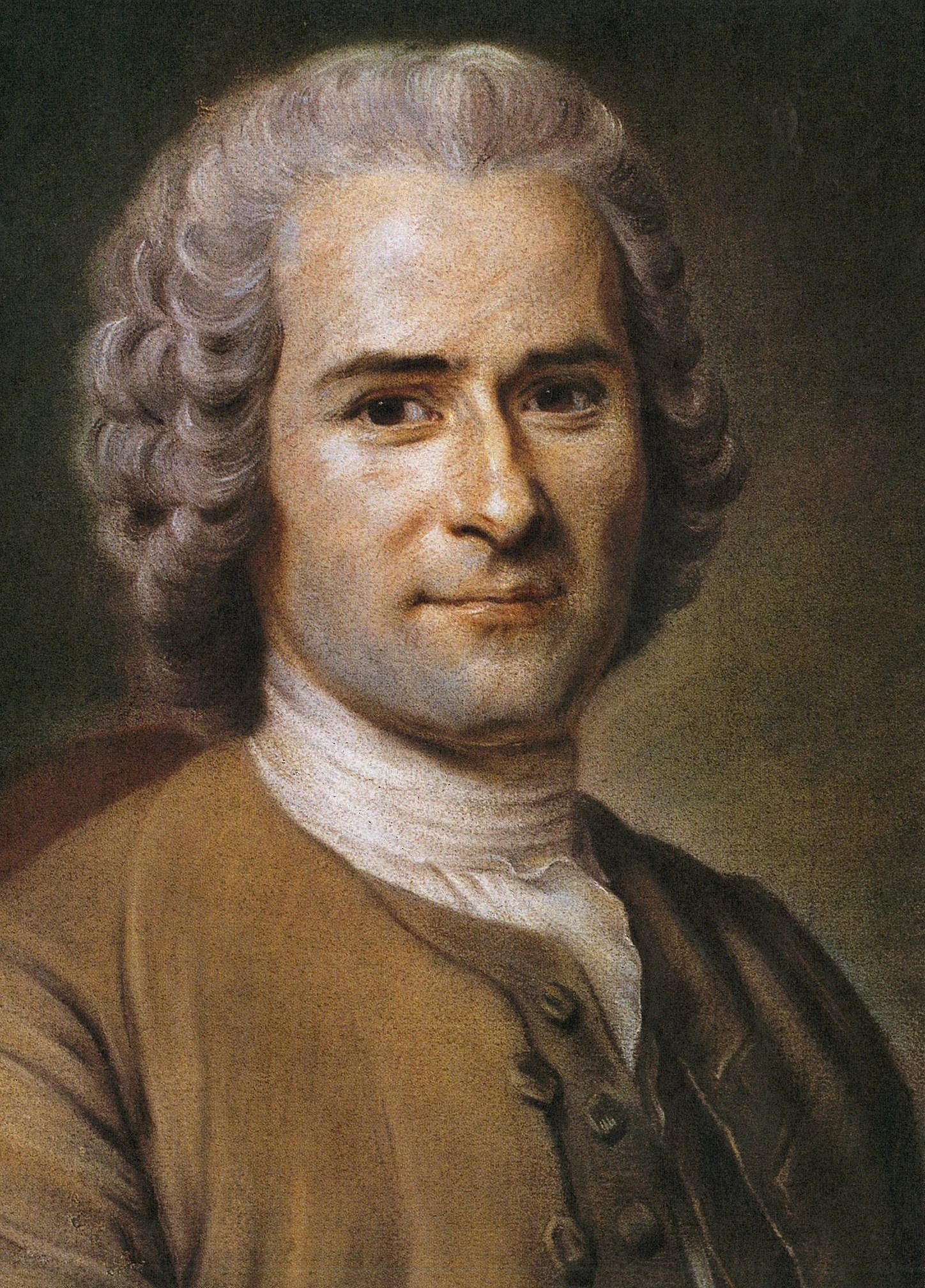
Жан Жак Руссо

У XVIII столітті вчення про злочин і покарання починають досить активно розвиватися, саме тоді закладаються основи класичної кримінально-правової теорії.
Про особу злочинця і причини злочинності в цей період писали багато мислителів. Шарль Монтеск'є виходив з уявлень про соціальну природу злочинності, вважаючи головною причиною злочинів «злі норови» і радив державі заради зменшення злочинності піклуватися про «добрі норови».
Жан-Жак Руссо писав, що коріння соціальних відхилень, в тому числі злочинів, лежить у самій природі приватновласницького суспільства, для якого притаманні політична і економічна нерівність, урбанізація, зловживання керівних класів. Про соціальну невлаштованість як причину злочинів писали й такі мислителі, як Локк, Гельвецій, Гольбах, Дідро, Вольтер, Бентам та інші. Проте загалом для більшості мислителів епохи Просвітництва на перше місце серед причин соціального зла виступало неуцтво людей: вони вважали, що достатньо впливати на поведінку через освітні заходи.

### Біологічні та соціальні концепції особистості злочинця в історії кримінології

#### Класична школа кримінології

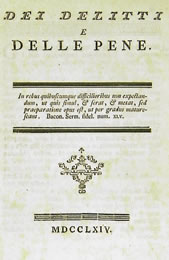
Обкладинка першого видання роботи Беккаріа «Про злочини і покарання»

Поява класичної школи кримінології припадає на середину XVIII — початок XIX століття. Її представниками були Чезаре Беккаріа, Джеремі Бентам, Франц фон Ліст, Ансельм Фейєрбах. Класична школа відкидала спроби пояснити злочинність з використанням релігійних категорій, однак якоюсь мірою спиралася на постулат про повну свободу волі людини, доповнивши його концепцією раціонального вибору.
Основні програмні положення класичної кримінології викладені в роботі Чезаре Беккаріа «Про злочини і покарання»:
- Всі люди наділені свободою волі, злочин є актом вільної волі людини, яка діє свідомо і вільна у своїх вчинках.
- Людина вибирає лінію поведінки, якої буде дотримуватися, зважуючи свої переваги і недоліки, прагнучи до задоволення і уникаючи страждань.
- Злочин і злочинність є наслідком нездатності мас засвоїти тверді правила поведінки.
- Погана поведінка людей є продуктом недосконалості закону.

Беккаріа писав, що ще жодна людина «не пожертвувала безкорисно навіть частиною власної волі, лише необхідність примушувала її це робити».
Представники класичної школи вважали, що «всі люди рівною мірою здатні протистояти злочинному наміру, всі вони заслуговують на рівні покарання за рівні злочини і що на однакове покарання вони реагують повністю однаково».

#### Позитивізм у кримінології
Класична школа кримінології прагнула взагалі виключити ознаки особистості людини, яка здійснює злочин, з предмету розгляду кримінології. Однак практика показала, що таке уявлення є надмірно спрощеним. Людина далеко не завжди поводиться раціонально. Пошук інших чинників, які є причинами поведінки людей, здійснювався в рамках позитивістського напрямку в кримінології. Можна виділити такі загальні риси всіх позитивістських шкіл кримінології:
- Науковий підхід (вимога наявності фактів, наукових доказів) і схильність до детермінізму.
- Визнання індивідуального характеру злочинної поведінки конкретної людини і необхідності індивідуалізації покарання.
- Вчинення злочинів вважалося психологічним чи фізіологічним відхиленням, яке можна намагатися вилікувати.

Перші позитивістські школи шукали зв'язок між особливостями зовнішності людини і схильністю до злочинної поведінки (оскільки певною мірою були послідовниками демонологічних учень, які вважали фізичну потворність свого роду «тавром зла», що лежить на людині).

#### Фізіогноміка і френологія

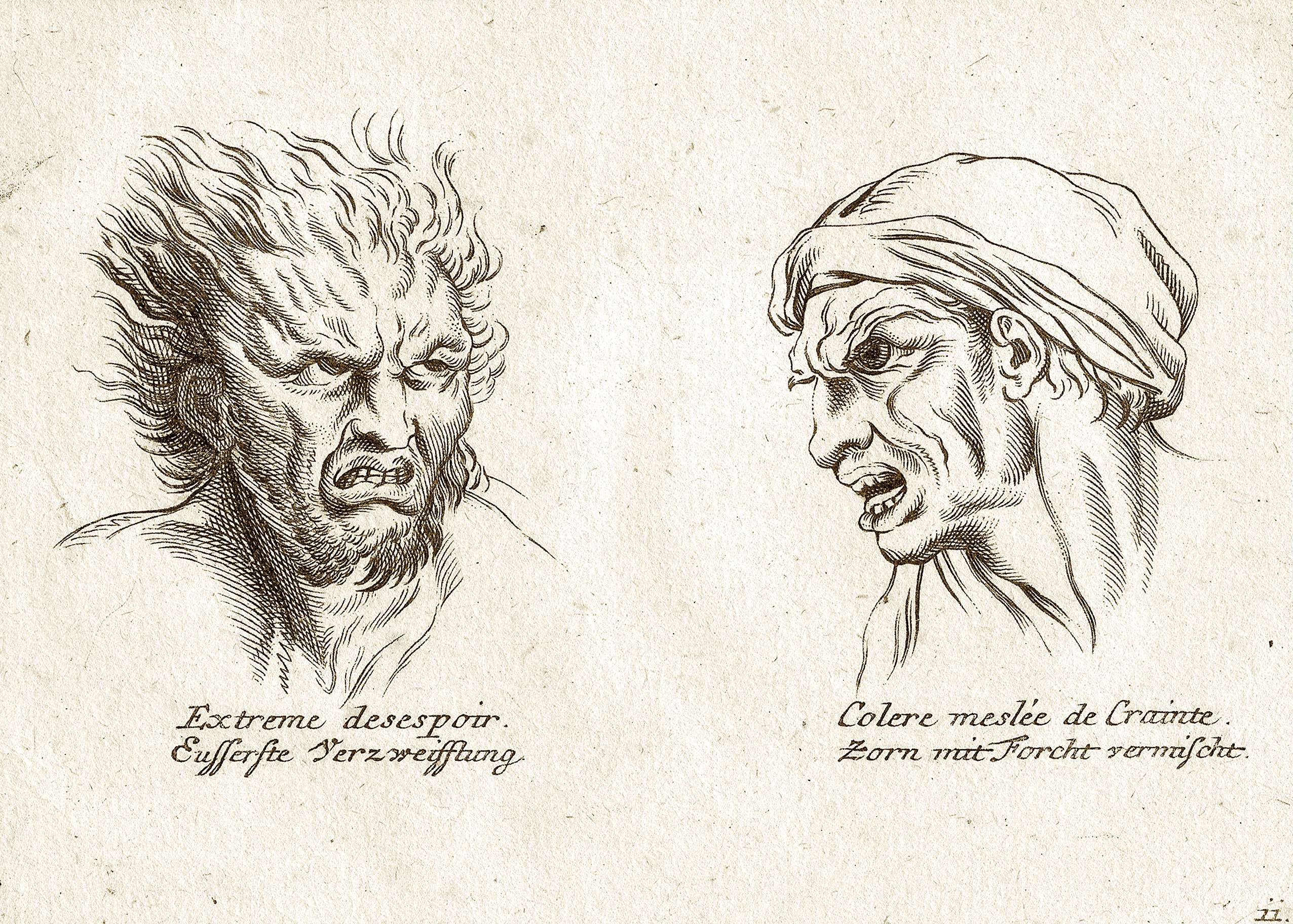
Ілюстрація з книги XIX століття з фізіогноміки

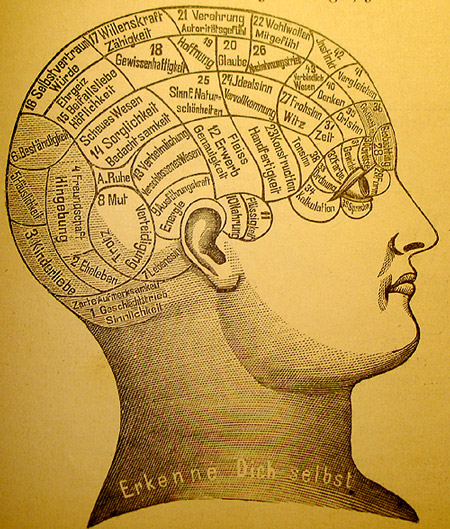
Френологічна карта

Першими, хто запропонував шукати ознаки, пов'язані зі злочинною поведінкою, в особливостях зовнішності людини, були прихильники фізіогноміки (наприклад, Лафатер). Вони відносили до числа таких ознак маленькі вуха, пишні вії, маленькі носи, великі губи тощо. Проте якогось стійкого зв'язку між цими ознаками і злочинною поведінкою виявити не вдалося.
Подібною до фізіогноміки теорією була френологія, яка вивчала зовнішні особливості черепа людини, які, на думку френологів, були показниками її особистих рис, якостей та схильностей. Одні виступи на черепі вважалися індикаторами «нижніх» функцій мозку (наприклад, агресивності), а інші представляли «вищі» функції і схильності (зокрема мораль). Вважалося, що у злочинців «нижні» прагнення переважають над «вищими». Засновником френології був Франц Йозеф Галль.
Галль вважав, що «злочини є продуктом індивідів що їх вчиняють, отже їх характер залежить від природи цих індивідів і від тих умов, у яких ці особи перебувають; лише беручи до уваги цю природу і ці умови, можна правильно оцінювати злочини».
Галль також став першим, хто запропонував класифікацію злочинців залежно від біологічних ознак. Він запропонував ділити їх на три категорії:
- Перша категорія — це злочинці, які хоча і чинять злочини, але за своїм внутрішніми якостями здатні подолати погані потяги і боротися зі злочинними спокусами.
- Друга категорія — люди, які є знедоленими від природи і внаслідок цього легко поступаються злочинним потягам.
- Третя категорія — проміжна, ці люди здатні стати як на шлях виправлення, так і на шлях подальшого вчинення злочинів залежно від того, який вплив справляє на них зовнішнє середовище.

#### Кримінальна антропологія
Фізіогноміка і френологія стали попередницями кримінальної антропології, вчення, яке часто пов'язують з роботами італійського кримінолога Чезаре Ломброзо і його учнів. Ломброзо вважав, що злочинцям притаманні відхилення внутрішньої і зовнішньої анатомічної будови, характерні для первісних людей і людиноподібних мавп.
Ломброзо є автором ідеї «природженого злочинця», злочинець — це особливий природний тип. Стане людина злочинцем чи ні — залежить тільки від вродженої схильності, причому для кожного типу злочинів (вбивства, зґвалтування, розкрадання) характерні свої аномалії фізіології, психології і анатомічної будови.

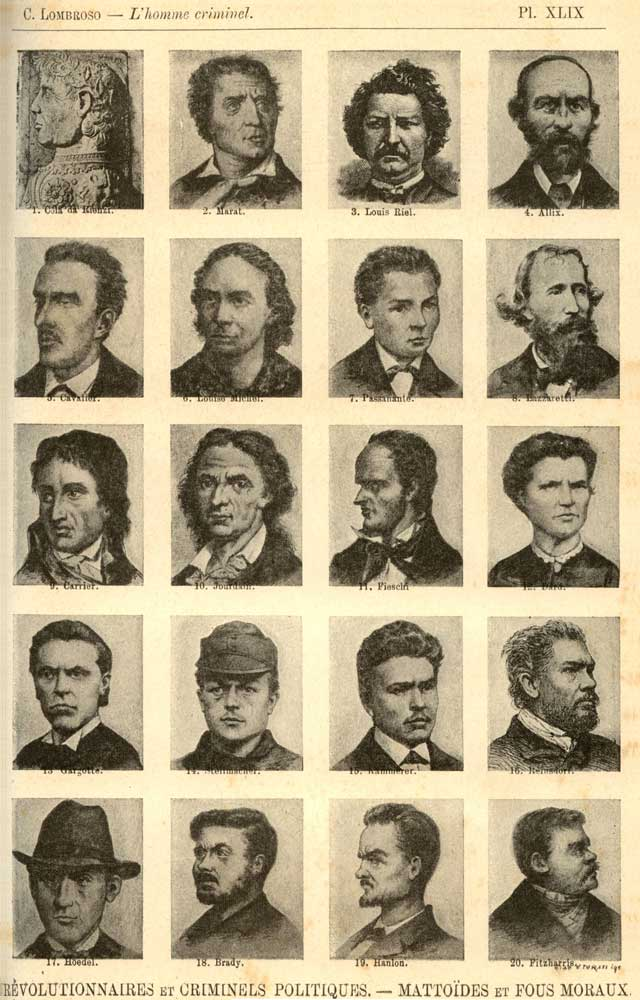
Портрети злочинців за Ломброзо

Ломброзо виділяв такі основні ознаки, притаманні природженим злочинцям:
- Незвично маленький або великий зріст
- Маленька голова і велике обличчя
- Низький і похилий лоб
- Відсутність чіткої межі росту волосся
- Зморшки на лобі та обличчі
- Великі ніздрі або горбисте лице
- Великі вуха, що виступають
- Виступи на черепі, особливо в області «центру руйнування» над лівим вухом, на потиличному боці голови і навколо вух
- Високі вилиці
- Пишні брови і великі очниці з глибоко посадженими очима
- Кривий або плаский ніс
- Щелепа, яка виступає вперед
- М'ясиста нижня і тонка верхня губа
- Яскраво виражені різці і взагалі ненормальні губи
- Маленьке підборіддя
- Тонка шия, похилі плечі при широких грудях
- Довгі руки, тонкі пальці
- Татуювання на тілі.

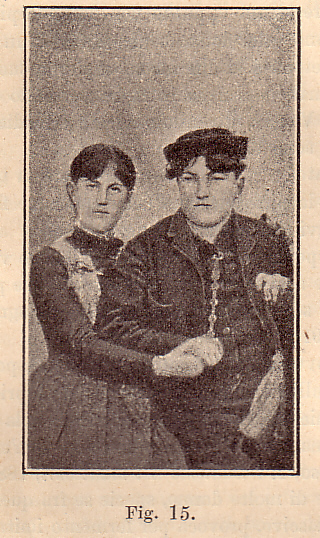
Лесбійська пара. Ілюстрація з роботи Ломброзо - «Жінка, злочинниця і повія»

Ломброзо розрізняв божевільних злочинців і злочинців через пристрасть. Ломброзо також вивчав вплив статі на злочинність. У роботі «Жінка, злочинниця і повія» він висловив думку, що злочинниці, перевершують за жорстокістю злочинців-чоловіків.
Втім, запропоновані Ломброзо ознаки не витримали перевірки дійсністю. Його критики вказували, що подібні особливості існують і у законослухняних особистостей, а якоїсь статистичної різниці в їхній частоті немає. Було проведено порівняльні дослідження, об'єктами яких були в'язні, студенти, військовослужбовці та вчителі коледжів. Жодних статистично значущих відмінностей між ними виявити не вдалося.
Зважаючи на це, у більш пізніх роботах самого Ломброзо і його учнів окрім злочинців, які вчиняють злочини внаслідок біологічної схильності, виділяються також ті, хто може піти на порушення закону під дією життєвих обставин (випадкові злочинці).
Учні Ломброзо Рафаель Гарофало і Енріко Феррі, не відмовляючись від основних ідей антропологічної школи, надавали більшого значення соціальним чинникам. Сутністю та специфічною рисою антропологічної школи Феррі вважав положення про те, що «злочинець не є нормальна людина, що, навпаки, внаслідок своїх органічних і психічних ненормальностей, спадкових і набутих, він належить до... особливого різновиду людського роду».

#### Клінічна кримінологія

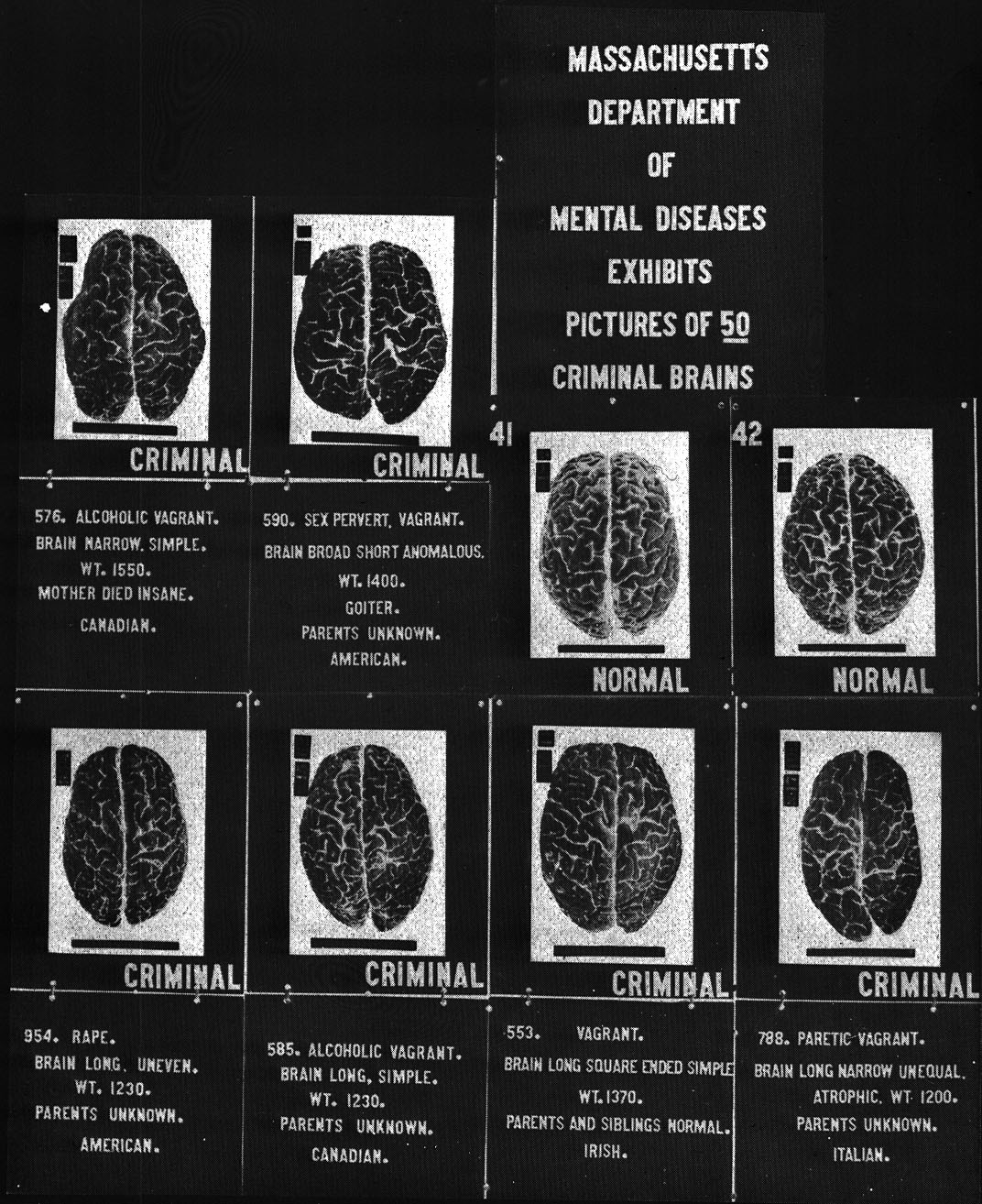
Мозок злочинців: спроба пов'язати злочинну поведінку і будову мозку

Клінічна кримінологія (інша назва — теорія небезпечного стану особистості) вчинення злочинів пояснює внутрішньою схильністю окремих індивідів до вчинення злочинів, яку можна виявити спеціальними тестами, а також вивченням поведінки, і виправити медичними методами. Серед способів корекції поведінки представники цієї школи називають психоаналіз, електрошок, лоботомію, таламотомію, медикаментозний вплив, хірургічні методи, а також позбавлення волі на невизначений термін до моменту, поки, на думку комісії лікарів, не мине небезпечний стан особистості.
Представниками цієї школи є французький вчений Жан Пінатель, італійські автори Філліпо Граматіка і Ді Туліо.

#### Теорія конституційної схильності
Були також спроби поставити злочинну поведінку в залежність від конституціонального типу людини (типу статури), який, у свою чергу, пов'язували з роботою залоз внутрішньої секреції. Виділялося три основних соматичних типи:
- Ендоморфний — схильність до ожиріння, м'яка округленість тіла, короткі й тонкі кінцівки, тонкі кістки, гладка шкіра; розслаблена особистість з підвищеним рівнем комфортності, любить розкіш, екстраверт.
- Мезоморфний — переважання м'язів, кісток та опорно-рухової системи, великий тулуб, широкі груди, великі долоні й руки, міцна статура; активний, агресивний і нестриманий тип особистості.
- Ектоморфний — переважання шкіри, тендітне тіло, тонкі кістки, похилі плечі, маленьке обличчя, гострий ніс, тонке волосся; чутливий тип з розладами уваги та безсонням, проблемами зі шкірою та алергіями.

Хоча кожній людині певною мірою притаманні ознаки всіх трьох названих типів, але вважалося, що у злочинців найбільшою мірою виражені ознаки мезоморфного типу.
Як заходи для запобігання злочинам, прихильники цієї теорії (німецький філософ Ернст Кречмер, американські кримінологи Вільям Шелдон, Глюк Шелдон, Елеонора Глюк та інші) пропонували гормональну терапію, а також поміщати потенційних злочинців у спеціальні табори, де їх будуть навчати навичкам суспільно-корисної поведінки.

#### Психологічні теорії злочинності
До числа позитивістських слід віднести і психологічні теорії злочинності (засновником яких є Зигмунд Фрейд). Фрейд припускав, що будь-які вчинки людей — це несвідомі інстинкти або потяги, які рвуться назовні. Коли вольовий фактор, що контролює, не здатний придушити природний інстинкт — виникає конфлікт, який переходить в злочин.
Інші психологічні теорії вважали, що вчинення злочинів є ознакою психічної хвороби або інших психопатологічних розладів.

#### Ранні соціологічні теорії генези злочинної особистості
На початок XIX століття припадає поява соціологічних теорій злочинності. Їх засновник — французький математик і астроном Адольф Кетле. Він писав, що суспільство містить в собі зародок всіх злочинів тому, що в ньому закладені відповідні умови їх розвитку. За Кетле, людські дії підкоряються певним законам, а вчинення злочинів залежить від віку людей, їх статі, професії, освіти, клімату, пори року та інше.
Концепція Кетле — це механістичний соціальний детермінізм. Всі соціальні явища в ньому механічно «виводяться» з нижчих форм руху матерії. Кетле вважав, що закони соціального життя, як і принципи механіки, єдині для всіх часів і народів.
Однак до середини XIX століття стало очевидно, що суспільство розвивається аномально: з одного боку, мав місце безсумнівний соціальний прогрес, що супроводжувався збільшенням особистої свободи і зростанням рівня життя; з іншого боку, злочинність не лише не зменшувалася, а навпаки, зростала ще швидше. Іншою вадою теорії стала велика кількість (до 170-200) факторів, що впливають на злочинність, при тому, що вони не були розмежовані за ступенями важливості.

#### Теорії конфлікту
Наступний етап в історії розвитку соціологічних теорій особистості злочинця відкрили теорії конфлікту. У своїх працях Карл Маркс і Фрідріх Енгельс існування злочинності пов'язують з протиріччями і соціальною нерівністю, що існують у капіталістичному суспільстві. Задля досягнення рівності члени певних груп населення можуть вчиняти злочини, насамперед щоб отримати матеріальну вигоду.
У роботі «Становище робітничого класу в Англії» Енгельс, цитуючи Томаса Гоббса, назвав стан речей зі злочинністю в капіталістичному суспільстві «війною всіх проти всіх». Енгельс спочатку вважав, що злочини притаманні насамперед пролетаріату як пригнобленому класу. Пізніше це положення уточнювалося, оскільки було необхідно пояснити, чому злочини здійснюють не всі робітники і чому злочини притаманні не лише гнобленому, але і керівному класові. Останнє пояснювалося тим, що приватновласницькі відносини зумовлюють моральну деградацію всіх без винятку класів суспільства, а злочинність більше не ототожнювалася з пролетаріатом в цілому, а стала визначатися як одне із кіл люмпен-пролетаріату, яке охоплює також волоцюг і повій.
Існували й інші пояснення злочинності в середовищі пролетаріату. На думку Генрі Мейх'ю, автора книги «Робочі і бідняки Лондона», «головним чинником була відмова паупера, або злочинця, працювати, відмова, обумовлена внутрішнім моральним дефектом». Таким чином, виходило, що не соціальне середовище, яке оточує найбідніші верстви суспільства, є причиною зосередження злочинців серед люмпенізованих верств населення, а люмпенізованість є наслідком злочинної орієнтації особистості. Інші автори (наприклад, автор праці «Небезпечні класи і населення великих міст Г. А. Фрейгер) йшли ще далі, прирівнюючи до злочинців всі найбідніші верстви населення, вказуючи, що їхні життєві умови цілком і повністю є причиною моральних дефектів цих людей.

### Сучасні концепції біологічних основ злочинної поведінки
Розвиток суспільних наук і наук про природу у XX столітті не міг не вплинути на розвиток вчень про злочинну особистість. Зокрема, розвиток генетики породив досить велику кількість досліджень, автори яких спробували обґрунтувати біологічну теорію особистості злочинця на основі новітніх наукових методів.

#### Дослідження злочинності близнюків

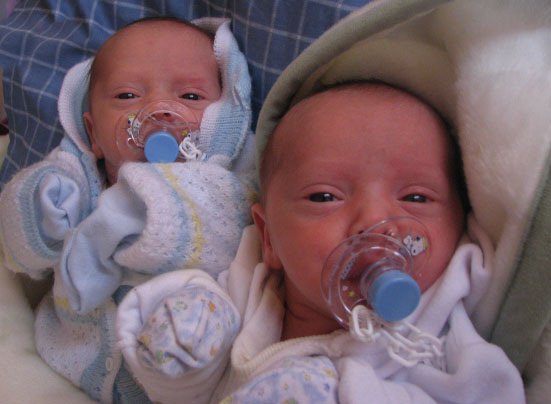
Однояйцеві близнюки

Можливість народження генетично подібних дітей — однояйцевих близнюків, закладена в природу людини, дає спосіб визначити, чи існує залежність між генетичними особливостями людини і характером її поведінки. Було виявлено, що якщо один з таких суродженців вчинить злочин, то і другий з великим ступенем ймовірності піде його шляхом.
Генетик Володимир Ефроїмсон дослідив дані про частоту вчинення злочинів близнюками в США, Японії та кількох країнах Західної Європи за 40 років; було відібрано кілька сотень пар близнюків. Встановлено, що обидва однояйцеві близнята ставали злочинцями в 63 відсотках, а обидва різнояйцеві — тільки у 25 відсотках випадків.
Дані цих досліджень суттєво посилили позиції прихильників біологічних теорій особистості злочинця. Однак їх противники вказують, що це пояснення не є єдино можливим. Передбачають, що генетично задається не схильність до вчинення протиправних вчинків, а певний тип реакції на соціальні фактори, які формують особистість.
Крім того, під час повторних досліджень були отримані й результати, які суперечать вищенаведеним. Так, німецький психолог і соціолог Вальтер Фрідріх за підсумками досліджень поведінки великої кількості близнюків зробив висновок про те, що «інтереси і установки визначаються суспільним середовищем і розвиваються в процесі соціальної діяльності людини».

#### Хромосомні аномалії і злочинність
Інші дослідження, які набули поширеності, пов'язані з вивченням хромосомних аномалій та їх зв'язку з вчиненням злочинів. Стать людини і пов'язані з нею біологічні ознаки визначаються набором статевих хромосом: у чоловіків наявний набір хромосом XY, у жінок — XX. Спостерігаються також випадки, коли внаслідок якихось аномалій на ранній стадії зародкового розвитку відбувається подвоєння «чоловічої» статевої хромосоми Y — XYY-синдром. Фенотипічно люди, які мають це відхилення, вирізняються досить високим зростом.
Дослідження, проведені в США, Англії, Австралії та інших країнах показали, що каріотип XYY частіше зустрічається серед обстежених злочинців, ніж у контрольній групі. У навмисно підібраних групах правопорушників (з розумовими аномаліями або високим зростом) ця ознака трапилася в 10 і більше разів частіше. Навіть висували гіпотезу про те, що подвоєння Y-хромосоми тягне за собою формування «надчоловічого» типу особистості, схильного до агресивної та жорстокої поведінки.
Однак ця гіпотеза не знайшла підтвердження: вивчення поведінки осіб з XYY-синдромом не виявило будь-якої підвищеної жорстокості. Крім того, ця хромосомна аномалія не може пояснити походження не лише злочинності загалом, але навіть якоїсь її частини: в нормі вона зустрічається приблизно в 0,1—0,2 % населення.
Крім того, наявність співзалежності між хромосомною аномалією і злочинною поведінкою, ще не означає наявності між ними причинного зв'язку. Наголошується, що причиною виникнення хромосомних аномалій можуть бути такі обставини, як зловживання алкоголем і наркотиками, що одночасно є сильними соціальними чинниками формування злочинної особистості.
Так, першим засудженим, у якого було виявлено таку аномалію, в Європі став Даніель Югон. Зазначається, що він «у 4 роки переніс енцефаліт і страждав нервовими нападами, народився з деформацією стопи, що спричинило порушення рухових функцій, і був предметом насмішок братів, сестер, товаришів; у пубертатному віці отримав глибоку травму, яка не вийшла з його пам'яті і була навіть причиною спроби самогубства; не мав можливості отримати професійні навички та певну постійну роботу, працював з 15 років і відтоді вживав спиртні напої». У такому становищі неможливо точно визначити, які аспекти злочинної поведінки викликані хромосомною аномалією, а які — соціальним спотворенням особистості.

### Сучасні концепції соціальних основ злочинної поведінки
Формування сучасних соціальних теорій злочинності припадає на початок XX століття. Воно було пов'язане з тим, що тенденції динаміки злочинності суперечили як теоріям механістичного соціального детермінізму (злочинність зростала швидше, ніж населення), так і класовим теоріям конфлікту (у міру згладжування класових суперечностей злочинність не лише не зникала, але навіть і не зменшувалася).
Було висунуто припущення про те, що економічне становище робочих класів потрібно розуміти не лише як фінансове, але й духовне, моральне і політичне їхнє становище, однак навіть з урахуванням цієї класової теорії не вдалось пояснити зростання злочинності та її якісні зміни (зростання кількості безмотивних і хуліганських злочинів, поява масових вбивств, поширення злочинності, пов'язаної з наркотиками та інші тенденції), з'явилася потреба у нових теоріях соціальних явищ, у тому числі злочинності.

#### Теорії соціальної аномії

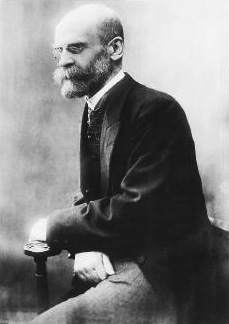
Еміль Дюркгайм

Спробу пояснити ці суперечності зробив французький соціолог Еміль Дюркгайм. Він першим сформулював поняття соціальної аномії, яке пізніше сприйняли інші кримінологи. Дюркгайм констатує, що необхідною умовою добробуту людини є достатня задоволеність її потреб, яка визначається рівновагою між цілями, які ставить собі людина і ступенем її успіху в досягненні цих цілей. При цьому якщо біологічні потреби (в їжі, сні тощо) обмежені природним чином, то для соціальних потреб (прагнення до добробуту, розкоші, затишку) жодних внутрішніх механізмів обмеження не існує, їх межі може встановити лише суспільство.
В нормальних умовах людина відчуває обмеження, які накладає суспільство, і підпорядковується його колективному авторитету, її вимоги не перевищують певного соціально-прийнятного рівня. Проте в разі, коли в суспільстві відсутні якісь усталені межі прагнень для окремих його членів, як це буває під час різних суспільних потрясінь, як негативного, так і позитивного характеру, до приходу суспільства в рівновагу жоден її член не знає точно, які потреби виявляться надмірними, а які ні. Цей стан Дюркгайм називає соціальною аномією.
У широкому сенсі аномія — це «порушення в ціннісно-нормативних системах особистості і соціальних груп, ціннісно-нормативний вакуум, неефективність соціальних і насамперед правових норм», які і визначають вчинення злочинів.
Дюркгайм прийшов до висновку, що злочинність — це нормальне суспільне явище. Її існування означає прояв умов, які потрібні для того, щоби суспільство не зупинялося у своєму розвитку, злочинність готує ґрунт для суспільного прогресу, а ненормальною є лише надмірна або занадто низька злочинність. Дюркгайм вважав, що навіть якщо суспільству якимось чином вдасться перевиховати або знищити злочинців (злодіїв, вбивць, ґвалтівників і т. д.), то суспільство буде змушене зробити злочинними інші діяння, які раніше такими не вважалися. Це пояснюється тим, що злочинець являє собою негативну рольову модель поведінки, необхідну для формування людини як повноцінного члена суспільства.
Цей висновок досить парадоксальний і тому зустрів серйозну протидію з боку інших кримінологічних шкіл. Втім, його значення полягає в тому, що він пояснює всі невдачі спроб радикальним чином викорінити злочинність.
Ідеї Дюркгайма розвинув американський соціолог Роберт Мертон, який, дослідивши причини зростання злочинності в американському суспільстві, прийшов до висновку, що незалежно від класової структури суспільства, від його економічного, політичного та іншого розвитку, інтенсивність антисоціальної поведінки буде зростати, якщо виконуються дві умови:
- У суспільстві панує ідеологія, що ставить певні символи успіху, нібито загальні для населення в цілому, понад усе (в американському суспільстві Мертон вважав таким символом багатство).
- Істотна частина населення не має жодних або майже ніяких законних засобів для досягнення цілей, поставлених цими символами.

#### Теорія конфлікту культур
Теорія конфлікту культур, яку розробив американський кримінолог Торстеном Селлін, висуває положення про те, що вчинення злочинів є одним із можливих підсумків вирішення конфлікту, який виникає внаслідок того, що одна і та сама людина входить у різні соціальні групи з різним світоглядом і стереотипами поведінки (сім'я, колеги по роботі, національні та етнічні спільноти).

#### Теорія стигматизації
Основним положенням цієї теорії є ідея про те, що людина стає злочинцем не тому, що порушує закон, а внаслідок «стигматизації», яка виражається в тому, що державні органи накладають на нього «тавро», «ярлик» злочинця, підсумком чого є відторгнення від суспільства, перехід злочинної поведінки з випадкової у звичну.

#### Теорія диференціальної асоціації (теорія субкультур)
Іншу спробу пояснити, як люди стають злочинцями, зробив американський соціолог Едвін Сазерленд, «першовідкривач» білокомірцевої злочинності.
В основу створеної ним теорії диференціальної асоціації лягла гіпотеза про те, що людина стає злочинцем внаслідок навчання протиправної поведінки, в соціальних мікрогрупах (сім'я, вулиця, школа та інше). Ось основні положення теорії диференціальної асоціації:
- Девіантної поведінки вчаться.
- Девіантну поведінку засвоюють при взаємодії з іншими людьми, особливо у випадках, коли така взаємодія носить тісний особистий характер.
- Під час навчання засвоюються як техніки вчинення злочину, так і їх мотиви, раціональне пояснення поведінки і ставлення до нього.
- Коли оцінки, що сприяють правопорушенню беруть верх над оцінками, які йому не сприяють, людина стає злочинцем.
- Навчання злочинної поведінки здійснюється з використанням тих самих механізмів, що й навчання будь-якого іншого типу поведінки.

Хибою цієї теорії є складність формалізації використаних у ній тверджень. Зазначається, що вкрай важко визначити і виміряти ті «оцінки», які мають сприяти або перешкоджати вчиненню злочинів. Відзначається також, що в багатьох випадках дружба з злочинцями не тягне за собою вчинення згодом будь-яких протиправних дій, отже неясно, що є причиною, а що наслідком: девіантна поведінка чи наявність друзів з такою поведінкою.

### Підручники
- Криминология / Под ред. Дж. Ф. Шели. СПб., 2003. 864 с. ISBN 5-318-00489-X.
- Криминология: Учебник / И. Я. Козаченко, К. В. Корсаков. М., 2011. 304 с. ISBN 978-5-91768-209-9.
- Криминология: Учебник / Под ред. В. Н. Кудрявцева, В. Э. Эминова. 3-е изд., перераб. и доп. М., 2005. 734 с. ISBN 5-7975-0647-5.
- Криминология: Учебник / Под ред. Н. Ф. Кузнецовой, В. В. Лунеева. 2-е изд., перераб. и доп. М., 2004. 640 с. ISBN 5-466-00019-1.
- Криминология: Учебник для вузов / Под общ. ред. А. И. Долговой. 2-е изд., перераб. и доп. М., 2001. 848 с. ISBN 5-89123-545-5.

### Статті
- Свирин Ю. Биологический (генетический) фактор как одно из условий преступного поведения // Российская юстиция. 1996. № 12. С. 23.
- Устинов В. Некоторые итоги развития отечественной криминологии в XX веке // Уголовное право. 2001. № 1. С. 74—76.
- Гнатенко Е. Проблемы изучения личности преступника в отечественной криминологической науке // Соціологія в ситуації соціальних невизначеностей. — Х.: ХНУ імені В. Н. Каразіна, 2009. — С. 177

### Монографії
- Дубинин Н. П., Карпец И. И., Кудрявцев В. Н. Генетика, поведение, ответственность. М.: Политиздат, 1989. 351 с.
- Кузнецова Н. Ф. Проблемы криминологической детерминации. М.: Изд-во Московского университета, 1984. 206 c.
- Ли Д. А. Преступность как социальное явление. М.: Русский мир, 1998.
- Лист Ф. Задачи уголовной политики. Преступление как социально-патологическое явление. М.: ИНФРА-М, 2004. 110 с. ISBN 5-16-001900-6.
- Ломброзо Ч. Преступление. Новейшие успехи науки о преступнике. Анархисты. М.: ИНФРА-М, 2004. 320 с. ISBN 5-699-13045-4.